# Pendragon (gioco di ruolo)
King Arthur Pendragon, normalmente abbreviato in Pendragon è un gioco di ruolo scritto da Greg Stafford in cui i giocatori assumono il ruolo di cavalieri che eseguono imprese cavalleresche nella traduzione delle leggende arturiane. Pubblicato inizialmente dalla Chaosium e quindi acquisito dalla Green Knight Publishing, che a sua volta passò i diritti alla White Wolf nel 2004. La White Wolf vendette il gioco a Stevart Wieck nel 2009 e questi fondò la Nocturnal Media, che da allora ha aggiornato e ristampato la quinta edizione originariamente pubblicata dalla White Wolf. È stato uno dei primi giochi di ruolo narrativi.
Nel 1991 la terza edizione delle regole vince l'Origins Award 1990 per "Best Roleplaying Rules" ("Miglior regolamento di gioco di ruolo").

## Ambientazione
Pendragon è basato sul romanzo arturiano del XV secolo, La morte di Artù (Le Morte d'Arthur) di Thomas Malory ed evita accuratamente i cliché dei giochi di ruolo fantasy, a favore dell'aderenza alle fonti. Questo lo ha reso in un certo modo un gioco con una nicchia di culto, anche in un mercato ristretto come quello dei giochi di ruolo.
Le avventure sono spesso di natura politica, militare o spirituale, piuttosto che dungeon crawl e sono spesso presenti elementi congruenti alla leggende arturiane. Una parte importante del gioco è il tempo tra le avventure, durante il quale i personaggi gestiscono le loro proprietà, si sposano, invecchiano e hanno figli. Tipicamente i personaggi vivono un'avventura all'anno e le campagne spesso si sviluppano lungo generazioni, con i giocatori che ritirano i propri personaggi giocanti e assumono il ruolo dei loro eredi. Questo è abbastanza diverso dallo standard di altri giochi di ruolo, in cui un gruppo di personaggi viene giocato intensamente, senza considerazioni su quello che accade alla loro famiglia o discendenti. L'influenza di questa idea può essere vista nel gioco di ruolo Ars Magica, che incoraggia anch'esso storie che si sviluppano nel corso di anni o decenni (oltre ad essere anch'esso ambientato in un'Europa medievale).
L'ambientazione standard di Pendragon è un pastiche della storia reale della Britannia del V e VI secolo, della storia dell'alto medioevo (dal X al XV secolo) e della leggenda arturiana. Le forze politiche sono rozzamente quelle realmente presenti nella Britannia postromana: celti che combattono invasori germani, irlandesi e pitti, successivamente al collasso dell'autorità romana. Comunque la tecnologia e molti aspetti della cultura sono progrediti in maniera accelerata, in modo che la Britannia viene descritta come completamente feudale. I cavalieri hanno stemmi unici, combattono in tornei e perseguono l'amor cortese. In effetti molte delle caratteristiche dell'ambiente nel quale i racconti arturiani sono composti sono proiettati dal futuro. Molti degli eventi e delle personalità della campagna provengono dalla letteratura arturiana, composta a partire dal Medio Evo fino all'era moderna. Detto questo è comunque possibile gestire una campagna di Pendragon fermamente ambientata nei secoli bui oppure in una visione più fantastica della Britannia arturiana.

## Sistema di gioco
Le meccaniche di gioco sono principalmente da notare per il loro sistema di tratti per le personalità e le passioni che rappresentano e controllano il comportamento dei personaggi. Per il resto le meccaniche di gioco sono basate sul Basic Role-Playing (BRP), con l'aggiunta di carte e tabelle per determinare quello che succede alla famiglia di un personaggio tra un'avventura e l'altra. I punteggi di caratteristiche dei personaggi sono basati sul BRP standard, ma le abilità vengono risolte con un dado a venti facce, piuttosto che uno percentuale.
Insieme alla prima edizione venne pubblicata The Pendragon Campaign (1985), una campagna della durata di ottant'anni, in cui venivano descritti in dettaglio gli avvenimenti che si sarebbero verificati. Questa, insieme alle regole per gestire le famiglie dei personaggi, enfatizzava campagne nelle quali il gioco non fosse incentrato sul singolo personaggio, ma sulla sua famiglia.
Solo la quarta edizione di Pendragon include meccaniche per la magia e personaggi con poteri magici. Tutte le altre edizioni, inclusa la quinta, assumono che il personaggio sia un cavaliere o una lady e limitano la magia a personaggi controllati dal master.
Tutte le edizioni fino alla quarta permettevano la generazione casuale di personaggi originari di un'ampia varietà di culture del Regno Unito e dell'Europa Occidentale, che venne espansa nei supplementi successivi. La quinta edizione supporta solo la creazione di giovani cavalieri originari da Salisbur, che era l'opzione consigliata nella terza e quarta edizione. Il supplemento Book of Knights and Ladies, autopubblicato da Greg Stafford nel 2008, permette la creazione di personaggi di origini diverse per la quinta edizione.

## Storia
La prima edizione fu una confezione in scatola pubblicata dalla Chaosium nel 1985, progettata e scritta da Greg Stafford. La Chaosium programmò una seconda edizione con cambiamenti minori alle regole, ma la pubblicazione venne cancellata poiché la Chaosium decise di sospendere la pubblicazione di giochi confezionati in scatole.
Nel 1990 venne pubblicata una terza edizione curata ancora da Stafford in forma di libro. La quarta edizione venne pubblicata dalla Chaosium nel 1993 e ristampata dalla Green Knight Publishing nel 1999, le regole basi rimasero consistenti con quelle della terza edizione, ma il manuale venne espanso per includere regole per personaggi maghi e per un sistema di generazione avanzata dei personaggi (che in precedenza era stato incluso nel supplemento Knights Adventurous per la terza edizione). Negli anni successivi venne mediamente stampato un nuovo prodotto all'anno..
Nel 1997 venne affiancata ai manuali di gioco una collana di narrativa arturiana, similmente a quanto era stato fatto per Il richiamo di Cthulhu nel 1992. Il primo titolo della collana fu la ristampa di The Arthurian Companion, un testo di riferimento enciclopedico sul mito che era già stato pubblicato poco dopo la prima edizione del gioco. La collana era curata dallo studioso del ciclo arturiano Raymon H. Thompson.
Nel 1997 la Chaosium cedette i diritti di Pendragon (sia il gioco, che la collana di narrativa) a Peter Corless, in compensazione per un debito non pagato, che fondò la Green Knight Publishing per pubblicare il materiale. Iniziò con due libri della collana di narrativa che erano già pronti alla stampa al momento della cessione, Arthur, the Bear of Britain (1998) e To the Chapel Perilous. I primi manuali di gioco pubblicati furono nel 1999, due manuali di avventure, Tales of Chivalry and Romance, Tale of Magic and Miracles e Saxon!, un supplemento dedicato ai Sassoni. A questi seguirono nel 2000 King Arthur Pendragon: Book of Knights, una versione ridotta della quarta edizione che doveva fungere da introduzione all'ambientazione e la ristampa di due moduli di avventure già pubblicate dalla Chaosium.
Per il 2001 la linea di gioco era chiaramente fallita. Fin dall'inizio non era stata una collana particolarmente popolare (uno dei motivi per cui la Chaosium aveva deciso di cederla), durante il suo periodo alla Green Knight Publishing si alternarono diversi curatori, nessuno dei quali particolarmente esperto e che non riuscirono a portare a completamento nuovi volumi. Infine, nel 2000 ci fu l'inizio del boom del d20 System che sottrasse visibilità e spazio a tutti gli altri prodotti. La linea di narrativa proseguì per un altro anno, ma anch'essa chiuse nel 2002.
Nel 2004 i diritti del gioco vennero ceduti alla White Wolf che pubblicò sotto la sua etichetta ArtHaus una quinta edizione semplificata del gioco nel dicembre 2005, e la massiccia campagna The Great Pendragon Campaign, che dettaglia eventi, avventure e personaggi del regno di Uther Pendragon dal 485 fino alla fine dell'era arturiana. La versione precedente di questo supplemento The Pendragon Campaign vinse l'Origins Award 1985 per "Best Roleplaying Supplement", e The Great Pendragon Campaign vinse il Diana Jones Award 2007.
Nel 2010 Stewart Wieck, uno dei fondatori della White Wolf, lasciò l'azienda portando con sé i diritti di Pendragon e fondò la Nocturnal Games e con la collaborazione di Greg Stafford ha pubblicato in print-on-demand un'edizione 5.1 del regolamento. Altri supplementi sono stati prodotti direttamente da Greg Stafford.
Nel corso della sua storia sono stati pubblicati diversi supplementi dedicati ad aree sia della Britannia arturiana, sia esterne per creare personaggi diversi da quelli del manuale base:
- Saxons! - Le origini dell'Inghilterra anglo-sassone: generazione di personaggi Angli, Sassoni, Juti, Frisoni e Franchi.
- Beyond the Wall - Le terre dei Pitti (Caledonia, circa equivalente alla Scozia moderna) e generazione di personaggi pitti.
- Pagan Shore - Generazione di personaggi delle tribù irlandesi, Cruthin, Lochlannach e irlandesi feudali.
- Land of Giants - Le aree del nord all'epoca di Beowulf; generazione di personaggi nordici.
- Blood and Lust - Anglia orientale
- Perilous Forest - Cumbria
- Savage Mountain - Cambria (Galles)

Le regioni descritte negli ultimi tre supplementi erano comprese nel reame di Artù e pertanto usano la generazione dei personaggi standard.
Nel 2018 i diritti del gioco sono tornati di proprietà della Chaosium.

## Edizioni
Fonte:

### Prima edizione
- Greg Stafford (1985). King Arthur Pendragon. Chaosium. Confezione in scatola, comprendente Player's Book (90 pagine) con le regole di gioco, Gamemaster's Book (16 pagine) linee guida per gestire il gioco, descrizione di creature e una miniavventura e Characters (9 pagine) descrizione di personaggi del ciclo arturiano in termini di gioco.
- Greg Stafford (1985). The Pendragon Campaign. Chaosium. ISBN 0-933635-21-4. Manuale per il master con materiale aggiuntivo su come condurre una campagna.
- Larry Ditillio (1986). The Grey Knight. Chaosium. ISBN 0-933635-35-4.

### Seconda edizione
- Greg Stafford (1986). Noble's Book. Chaosium. ISBN 0-933635-12-5. Supplemento sui nobili, gestire tornei e condurre le proprie proprietà terriere. Prodotto per la cancellata seconda edizione.

### Terza edizione
- Greg Stafford (1990). King Arthur Pendragon. ISBN 0-933635-59-1. Manuale base della terza edizione. Il contenuto della prima edizione viene grandemente espanso e raccolto in un unico manuale. Origin Awards 1990 per "Best Role-Playing Rules".[3]
- Les Brooks, Sam Shirley, Greg Stafford (1987). Tournament of Dreams. ISBN 0-933635-45-1. Origins Award 1987 per "Best Role-Playing Adventure"[15]
- Greg Stafford (1990). Knights Adventurous. Chaosium. ISBN 0-933635-70-2
- Paul Cockburn, Suzanne Courteau, Garry Fay, Greg Stafford, Leonard Wilson (1991). Blood & Lust. Chaosium. ISBN 0-933635-84-2
- Greg Stafford (1991). The Boy King. Chaosium. ISBN 0-933635-78-8. Una campagna della durata di ottanta anni (sebbene la seconda parte sia molto meno dettagliata della prima)
- William Bridges, Katharine Kerr, Greg Stafford (1991). Savage Mountains. Chaosium. ISBN 0-933635-81-8
- Peter Corless, Geoff Gillan, Sam Shirley, Greg Stafford, Michael Trout (1992). Perilous Forest. Chaosium. ISBN 0-933635-44-3.
- Martin Bourne, Peter Corless, Mike Dawson, Garry Fay, Mike Manolakes, Sam Shirley (1992). The Spectre King. Chaosium. ISBN 0-933635-94-X

### Quarta edizione
- Greg Stafford (1993). King Arthur Pendragon Fourth Edition. Chaosium. ISBN 1-56882-006-2. Comprende il materiale dalla terza edizione, da Knights Adventerous e un nuovo sistema magico. Ripubblicata nel 1999 dalla Green Knight Publishing, ISBN 1-928999-00-X.
- John Carnahan (1994). Pagan Shore. Chaosium. ISBN 1-56882-016-X. Supplemento dedicato all'Irlanda.
- Chris Lampard, Roderick Robertson, Tom Rogan, Eric Rowe, Dave Williams (1995). Beyond the Wall. Chaosium. ISBN 1-56882-026-7. Supplemento dedicato ai Pitti.
- Chris Hind (1996). Land of Giants. Chaosium. ISBN 1-56882-055-0
- Greg Stafford (1997). The Boy King. Chaosium. ISBN 1-56882-121-2. Identica all'edizione pubblicata per la terza edizione, con l'aggiunta di note di conversioni per la quarta edizione e statistiche magiche per vari oggetti.
- Mark Angeli, Ben Chessell, James R. Palmer, Judy Routt, Liam Routt, Greg Stafford, Michael Trout (1997). Lordly Domains. Chaosium. ISBN 1-56882-050-X
- (1999). King Arthur Pendragon Fourth Edition (Rate). ISBN
- (1999). Lordly Domains (Rate). ISBN
- Roderick Robertson (1999). Saxons!. Green Knight Publishing. ISBN 1-928999-06-9
- Shannon Appelcline, Liam Routt (1999). Tales of Chivalry & Romance. Green Knight Publishing. ISBN 1-928999-02-6.
- Shannon Appelcline, Roderick Robertson (1999). Tales of Magic & Miracles. ISBN 1-928999-03-4.
- Peter Corless (2000). Book of Knights. Green Knight Publishing. ISBN 1-928999-11-5. Versione introduttiva del gioco.
- Les Brooks, Matt DeForrest, Larry Ditillio, Sam Shirley, Greg Stafford (2000). Tales of Mystic Tournaments. Green Knight Publishing. ISBN 1-928999-10-7.
- Martin Bourne, Peter Corless, Mike Dawson, Garry Fay, Mike Manolakes, Sam Shirley (2001). Tales of the Spectre Kings (Rate). Green Knight Publishing. ISBN 1-928999-01-8.

### Quinta edizione
- Greg Stafford (2005). King Arthur Pendragon Fifth Edition. White Wolf/ ArtHaus. ISBN 1-58846-947-6
- Greg Stafford (2006). The Great Pendragon Campaign. White Wolf/ ArtHaus. ISBN 1-58846-946-8. Versione a copertina rigida. Ripubblicata in copertina morbida nel 2008 sempre da White Wolf / ArtHaus e in print-on-demand da Nocturnal nel 2010.
- Greg Stafford (2006). Pendragon Gamemaster Characters. Nocturnal.
- Greg Stafford (2007). Book of Knights & Ladies. Greg Stafford Pendragon Publications.
- Greg Stafford (2007). Book of the Manor. Greg Stafford Pendragon Publications.
- Greg Stafford (2009). Book of Armies. Greg Stafford Pendragon Publications.
- Greg Stafford (2009). Book of Battles. Greg Stafford Pendragon Publications.
- Greg Stafford (2010). King Arthur Pendragon Edition 5.1. Nocturnal. Disponibile in print-on-demand.